# Jour de l'Unité nationale
Le jour de l'Unité nationale ou jour de l'Unité du Peuple (russe : День народного единства) était célébré du temps de l'Empire russe jusqu'en 1917 et est redevenu en 2005 une fête de la fédération de Russie.
Le 4 novembre (22 octobre dans le calendrier julien) commémore la révolte populaire qui expulsa de Moscou en novembre 1612 les forces d'occupation polono-lituaniennes, marquant la fin du Temps des Troubles et des interventions étrangères en Russie lors de la guerre polono-russe (1605-1618).
Cette fête célèbre le peuple russe qui, au-delà des différences sociales, s'unit pour protéger la Russie même en l'absence d'un tsar ou d'un patriarche fort à sa tête. Dès 1613, le tsar Michel Ier de Russie institua une fête en l'honneur du « jour de la libération de Moscou des envahisseurs polonais ». Cette fête fut abandonnée en 1917 pour être remplacée par les commémorations de la révolution. Elle a été rétablie comme fête officielle et jour férié par une loi fédérale le 29 décembre 2004 et à nouveau célébrée à partir de 2005.
À cette date, des organisations patriotes effectuent un défilé sous le nom de « marche russe » .

## Culture populaire
- La série Marvel Secret Invasion met en scène un attentat se déroulant à Moscou durant le jour de l'unité nationale[2].